# Walter Serena
Walter Serena (San Zeno Naviglio, 3 aprile 1928 – Brescia, 19 agosto 2011) è stato un ciclista su strada italiano.
Professionista dal 1952 al 1957, vinse la Vuelta a Catalunya.

## Carriera
Serena nel corso della sua carriera, ottenne quattro successi; negli anni del professionismo prevalentemente lavorò per i propri capitani, fra i quali Gastone Nencini e Pierino Baffi. Tre successi arrivarono nel 1954, anno in cui si aggiudicò il Gran Premio di Pontremoli, una tappa e la classifica finale della Vuelta a Catalunya; l'anno successivo vinse una frazione al Giro di Sicilia. Ottenne vari piazzamenti, fra i quali un terzo posto nel Giro del Veneto 1954, dietro Adolfo Grosso e lo stesso Baffi, e 2 Top10 al Giro di Lombardia.

## Palmarès
- 1954 (Bottecchia, tre vittorie)

8ª tappa Vuelta a Catalunya (Salou > Reus, cronometro)
Classifica generale Vuelta a Catalunya
Gran Premio di Pontremoli
- 1955 (Leo-Chlorodont, una vittoria)

2ª tappa Giro della Sicilia

## Piazzamenti

### Grandi giri
- Giro d'Italia

1953: 28º
1954: 55º
1955: 44º
1956: ritirato

### Classiche monumento
- Milano-Sanremo

1953: 101º
1957: 74º
- Giro di Lombardia

1952: 54º
1954: 8º
1955: 9º